# تبلور

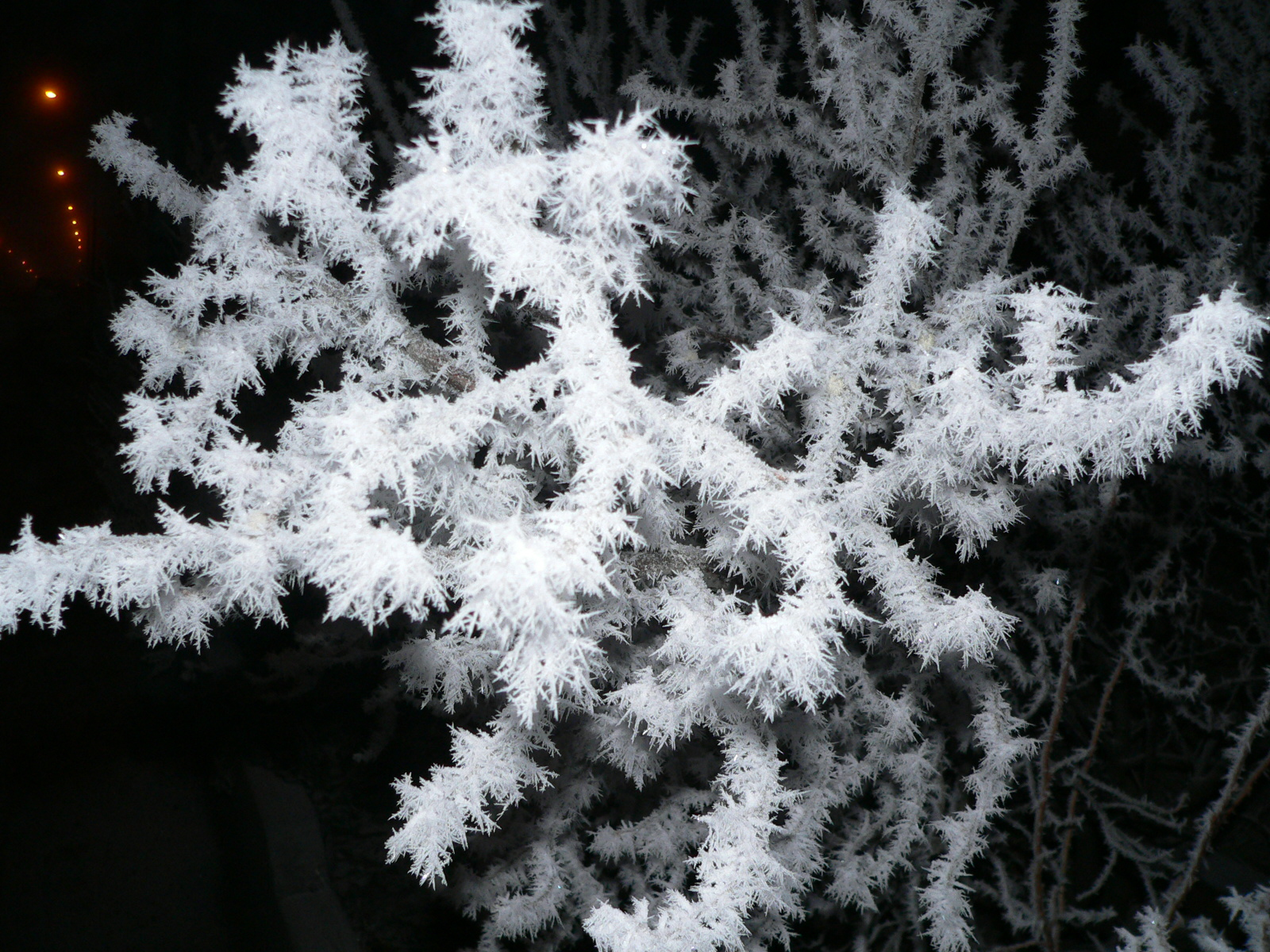
تبلور الجليد

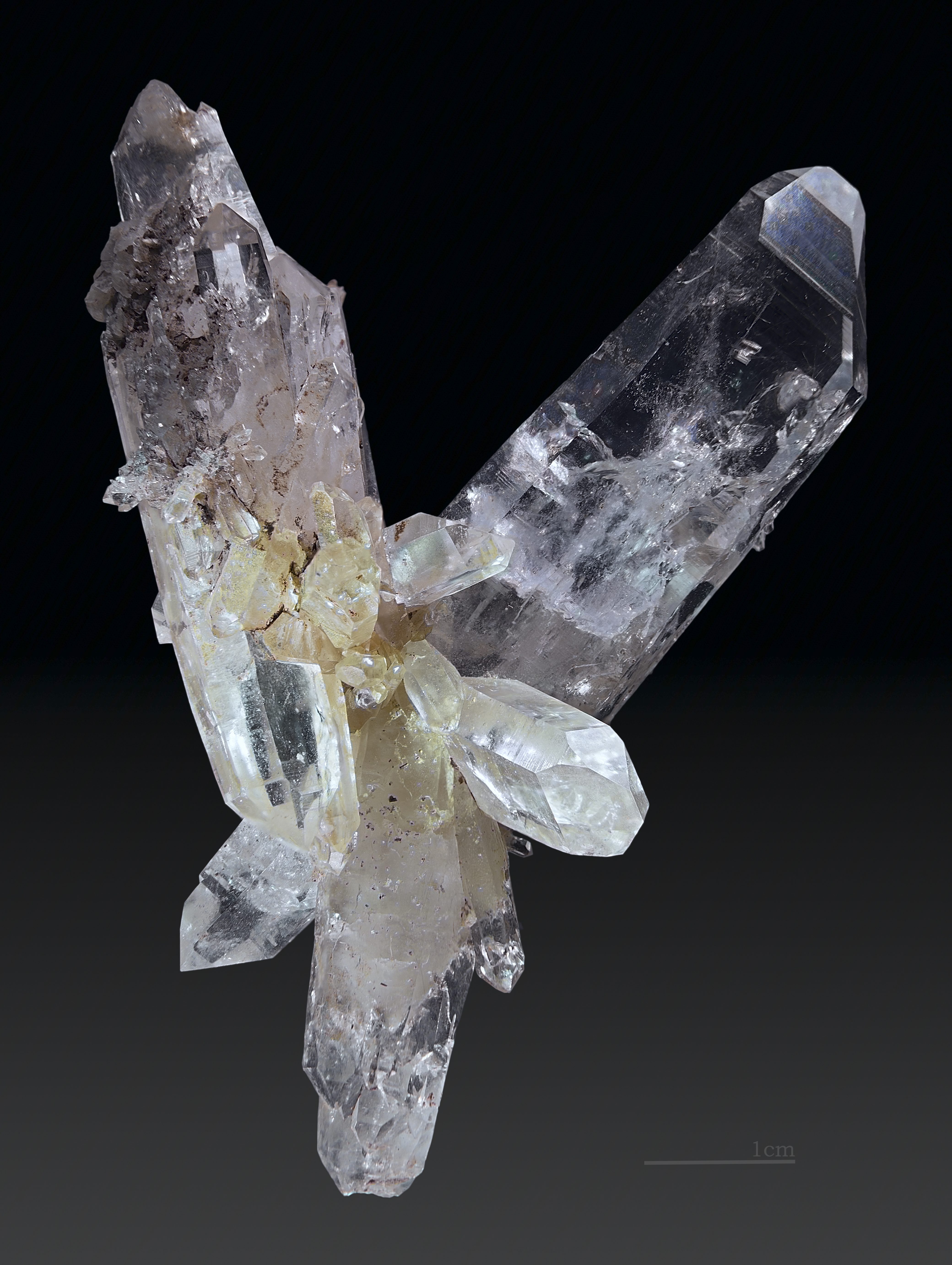
بلورات كوارتز ، وتري متجمعة مكونة جسما عديد التبلور.

التبلور (أو البَلْوَرَة) عبارة عن عملية تشكيل (طبيعية كانت أم اصطناعية) للبلورات الصلبة من المحلول.
تعد عملية التبلور أيضاً من تقنيات الفصل في الأوساط الصلبة-السائلة، حيث تحدث عملية انتقال لجزيئات للمادة من الحالة السائلة إلى الحالة الصلبة.
تعتمد عملية التبلور على ضبط درجة حرارة الوسط وضبط الضغط وإعطاء النظام الوقت الكافي الذي يسمح بتكون البلورات الكبيرة.

## التبلور في الطبيعة

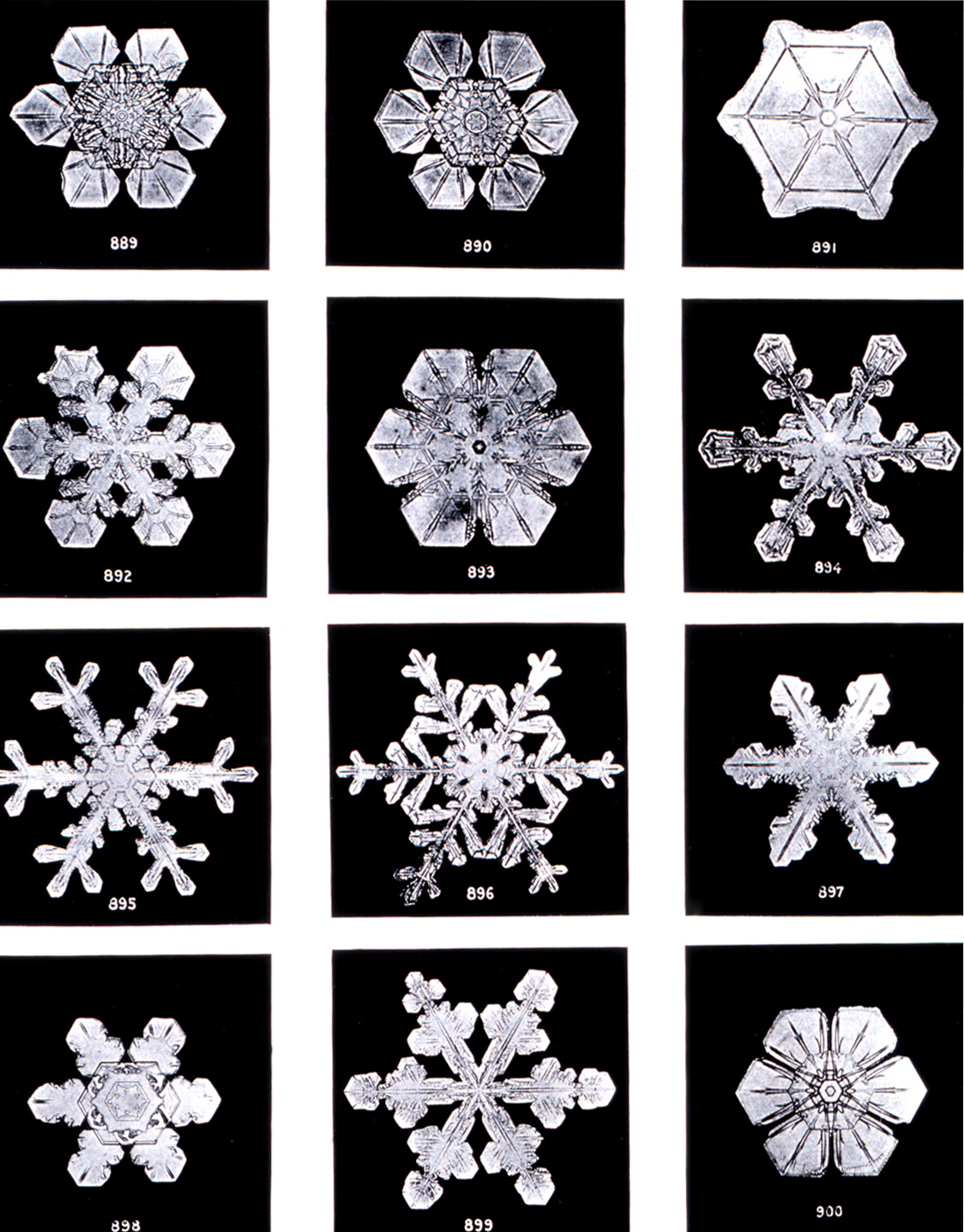
بلورات الثلج مختلفة الأشكال ولكنها جميعها تتبلور طبقا للنظام البلوري السداسي.

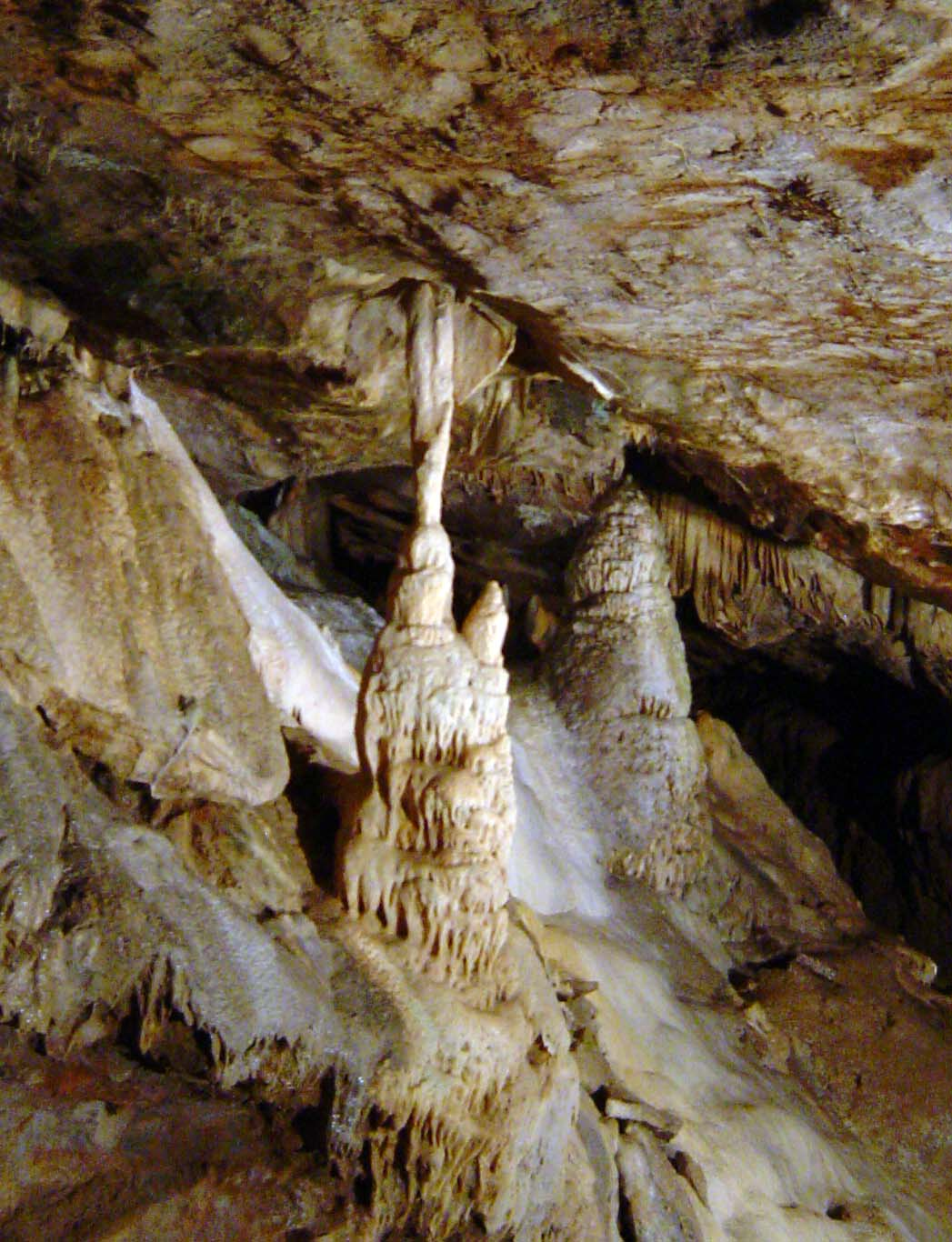
متدليات وصواعد كهف في بلجيكا.

ونشاهد في الطبيعة ظواهر كثيرة تتضمن عملية التبلور، وفي كثير من الأحيان تكون عصورا جيولوجية طويلة قد مضت حتى تتكون، مثل:
- المعادن الخام والصخور مثل الجرانيت متبلورة بطبيعتها، وكذلك الأحجار الكريمة،
- متدليات الكهوف وصواعد الكهوف وهي أعمدة مخروطية متبلورة تحتوي على الماء. وعادة تتواجدا سوياً، حيث تتكون المتدليات أو الهوابط من تتابع تساقط قطرات الماء المحتوية على تركيبات معدنية ذائبة فيتبخر الماء منها وتعلق التركيبات المعدنية وتتبلور في هيئة المتدليات من أسقف الكهوف. عند سقوط قطرات الماء من المتدليات تشكل أيضا علي أرضية الكهف بعد تبخرها مخروطات هرمية من تركيبات المعادن المتبلورة، ومع مرور الزمن تستطيل المتدليات من أعلى إلى أسفل بينما يتزايد ارتفاع الصواعد المخروطية تحتها من أسفل إلى أعلى. بذلك يتكون الشكل المألوف للهوابط والصواعد المتبلورة في الكهوف. تحتاج نشأة تلك الأشكال البلورية إلى أزمنة طويلة من تتابع سقوط قطرات المياه المعدنية واحدة تلو الأخرى وتبلور المعادن التي يحتويها الماء تقاس بعشرات الآلاف أو مئات الآلاف من السنين.

ومن الأشكال المعهودة التي تتبلور خلال وقت قصير:
- أشكال الثليج السداسية الشكل والتي تتكون على الأسطح المستوية الباردة في وجود بخار الماء.
- تبلور عسل النحل، وتميل معظم أنواع عسل النحل على التبلور.

## تطبيقات
تستخدم عملية التبلور في نوعين من التطبيقات لإنتاج «التبلور الصناعي» وهما: أنتاج البلورات ولتنقية المعادن والمركبات.

### إنتاج البلورات
من وجهة علم المواد والصناعة تدرس وتبتكر طرق لتنمية البلورات:
- لإنتاج بلورات كبيرة الحجم أو إنتاج بلورات على مستوى صناعي كبير ذات نقاوة عالية،
  - منها أنتاج بلورات أيونية،
  - ومنها أنتاج بلورات روابط تساهمية
- إنتاج بلورات صغيرة:
  - إنتاج المساحيق، ومؤخرا مساحيق تقنية النانو،
  - إنتاج عل المستوى الصناعي الكبير في الصناعات الكيماوية مثل إنتاج الملح،
  - إنتاج العينات: إنتاج عينات دقيقة لدراسة خصائصها في علم المواد، وطرق إعادة التبلور، وتبلور بلورات غريبة تدرس عن طريقها بناء الجزيئات، وقوي ترابط الذرات في البناء البلوري.

تستخدم طرق تعيين البنية البلورية بواسطة أشعة إكس وكذلك مطيافية الرنين المغناطيسي النووي NMR spectroscopy في الكيمياء المعدنية والكيمياء العضوية لمعرفة الهياكل البلورية لأعداد كبيرة من المركبات المعدنية والمركبات العضوية، ومن ضمنها دراسة بنية الجزيئات العضوية الكبيرة.
- - ترسيب الرقاق الرقيقة.

أمثلة لمنتجات على المستوى الصناعي الكبير:
- إنتاج ملح الطعام
- إنتاج الويفر من السيليكون النقي التي تستخدم في صناعات ميكروبروسيسور
- إنتاج السكروز من قصب السكر والبنجر، حيث يتبلور السكر وينفصل من المحاليل السكرية.
- أنتاج الخلايا الشمسية المستخدمة لإنتاج التيار الكهربائي من الطاقة الشمسية بواسطة التأثير ضوء جهدي.

## علاقة التبلور والترموديناميك

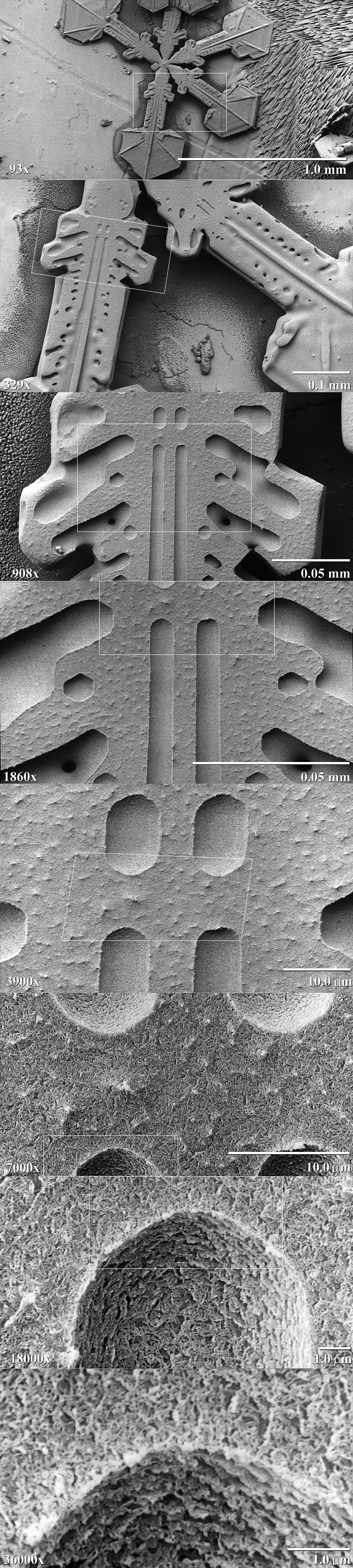
صور لجزء من بلورة جليد عند درجات تضخيم متزايدة ، التقطت بمجهر إلكتروني ماسح عند درجة حرارة منخفضة.

تعتمد عملية التبلور على الترموديناميكا وحركة الجزيئات مما يجعل من الصعب التحكم في تلك العملية. وتدخل فيها مسألة نقاوة المادة المتبلورة، وطريقة خلط المكونات، وتصميم بوتقة التبلور، وخطة التبريد، كل تلك العوامل تؤثر على حجم البلورة المتكونة، وعدد البلورات، وشكلها.
ويمكننا تصور عملية التبلور بتخهيل جزيئ في داخل «بلورة مثالية» عندما ترفع درجة حرارتها بواسطة مصدر حراري خارجي. فعند وصول البلورة إلى درجة حرارة معينة (مميزة لمادة البلورة)، ينق الرباط بين الجزيئ وما حولة فجأة، ولحظيا يحدث ذلك لجميع الجزيئات في البلورة فتنفصل الجزئيات عن بعضها وتفقد هيكلها البلوري مكونة سائلا (يصبح توزيع مجموع الجزيئات عشوائيا لا شكل داخليا له). وتصف الديناميكا الحرارية تلك العملية بأن تحول المادة الصلبة المتبلورة إلى السيولة بسبب زيادة الإنتروبية  S حيث تزيد عشوائية توزيع الجزيئات في النظام، وتغلبه على الإنثالبية H ، أي قوي الروابط بين الجزيئات.
{\displaystyle T(S_{liquid}-S_{solid})>H_{liquid}-H_{solid}}
{\displaystyle G_{liquid}<G_{solid}}
G تسمى طاقة جيبس الحرة وهي في السائل أقل من مقدارها في المادة الصلبة أو البلورة.
تلك العملية تحدث دائما عند ارتفاع درجة الحرارة. كذلك بالنسبة إلى عملية التبريد، فعد التبريد ووصول درجة الحرارة المميزة للمادة، فجأة تتشابك الجزيئات وتتخذ شكلها البلوري. بذلك تنخفض الأنتروبية بسبب تبوء الجزيئات أماكن ثابتة منتظمة في البلورة. وهي عندما تترابط فيما بينها فهي تطلق حرارة الارتباط إلى الجو المحيط بها الذي يزيد من عشوائية الذرات والجزيئات في الكون - أي تزيد انتروبية الكون.
ولكن السوائل التي تتصرف بهذه الطريقة عند تبريدها قليلة، فعلى الرغم من القانون الثاني للديناميكا الحرارية يحدث التبلور عادة عند درجة حرارة أقل قليلا عن درجة الحرارة المميزة للمادة - عند حالة للسائل تسمي «تبريد فائق». وهذا يعني من وجهة الترموديناميكا أنه من الأسهل هدم البلورة وتفرقة جزيئاتها عن جمعهم وبناء النظام البلوري.
وإنه من الأسهل إذابة بلورة في مذيب عن تكوين بلورة منتظمة من هثل ذلك المحلول. إن تكوين نواة ابتدائية للتبلور وتنمية البلورة يعتمد على التحكم في حركة الجزيئات أكثر من اعتمادة على التحكم في الحركة الحرارية (الترموديناميك).

## اقرأ أيضا
- علم المعادن
- حالة المادة
- وحدة خلية
- نظام بلوري
- شبكة تبلور برافيه
- نظام بلوري مكعب
- نظام بلوري رباعي
- علم البلورات
- بنية بلورية
- تبلور تجزيئي